# Tomasz Gostomski
Tomasz Gostomski herbu Nałęcz (1569–1623) – szósty syn Anzelma.
Wojewoda mazowiecki i podlaski od 1605, starosta warszawski, warecki, łosicki i ryczywolski.
Był konwertytą z kalwinizmu na katolicyzm. W czasie rokoszu sandomierskiego wytrwał przy królu Zygmuncie III. W 1620 r. był deputatem do rady wojennej  przy królu.